# Rodolfo Rodino
Rodolfo Rodino Luzardo (* 31. Juli 1937 in Montevideo) ist ein ehemaliger uruguayischer Radrennfahrer und nationaler Meister im Radsport.

## Sportliche Laufbahn
Bei den Olympischen Sommerspielen 1960 in Rom bestritt er das olympische Straßenrennen, wobei er ausschied. In der Mannschaftsverfolgung scheiterte das Team aus Uruguay mit Alberto Velázquez, Juan José Timón, Rubén Etchebarne und Rodolfo Rodino in der Vorrunde.
1959 gewann er die Silbermedaille in der Mannschaftsverfolgung bei den Panamerikanischen Spielen. Im Straßenrennen und im Mannschaftszeitfahren wurde er Dritter.